# 朗维尔
朗维尔（法語：Ranville，法語發音：[ʁɑ̃vil] ⓘ）是法国卡尔瓦多斯省的一个市镇，属于卡昂区。

## 地理
朗维尔（49°13'52"N, 0°15'27"W）面积8.42 平方千米，位于法国诺曼底大区卡爾瓦多斯省，该省份为法国西北部沿海省份，北濒大西洋英吉利海峡，东北与滨海塞纳省以海上边界相接，东临厄尔省，南至奧恩省，西与芒什省接壤。
与朗维尔接壤的市镇（或旧市镇、城区）包括：昂夫勒维尔、贝努维尔、奥恩河畔布兰维尔、布雷维尔莱蒙、科隆贝勒、埃鲁维莱特、维斯特雷阿姆。

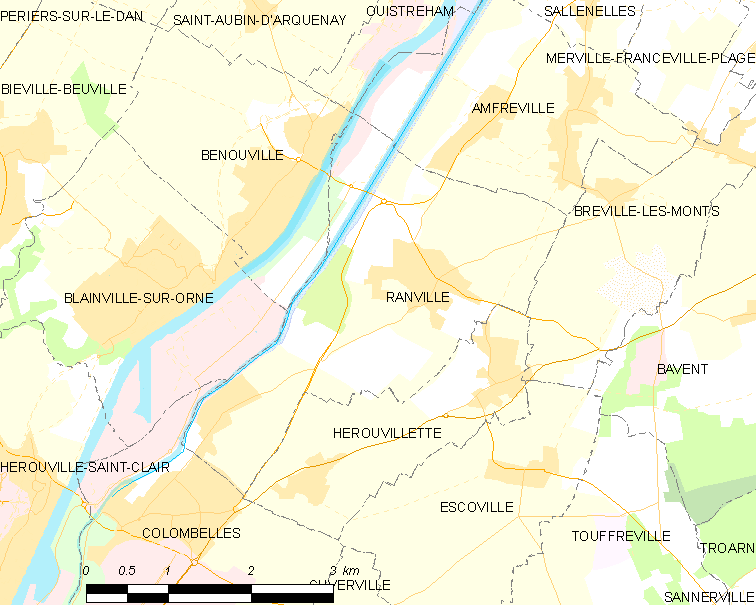
朗维尔的OSM定位图

朗维尔的时区为UTC+01:00、UTC+02:00（夏令时）。

## 行政
朗维尔的邮政编码为14860，INSEE市镇编码为14530。

## 政治
朗维尔所属的省级选区为卡堡县。

## 人口

1962-2008年间朗维尔人口变化图示

朗维尔于2022年1月1日时的人口数量为2055人。